# 途中トンネル
途中トンネル（とちゅうトンネル）は、国道367号（国道477号と重複）の滋賀県大津市伊香立途中町地内にあるトンネル。

## 歴史・概要
当地にあった旧道の難所「途中越え」を解消することを目的に造られたトンネルで、本体は全長382 m・幅6.5 mで、その周辺の道路を合わせて整備されたバイパスである。
1987年（昭和63年）10月14日にトンネルが貫通して、1988年（昭和63年）4月5日に途中トンネル有料道路として開通し、2010年（平成22年）10月1日に無料開放された。
かつては、有料道路として運用されていた際にはトラックやダンプカーなどが有料区間を回避するために近隣の狭い街路を通過して騒音や渋滞などの問題が生じていたことから、2008年（平成20年）11月25日から通行料を無料化する社会実験が行われ、近隣の狭い街路を通過する台数が約70%減少した。
この社会実験の効果を踏まえ、周辺街路への迂回車両の解消などを目的に無料化されることになった。
なお、建設費のうち未償還額は約2億2,500万円となっていたが、滋賀県と大津市が折半して負担することとしている。
有料道路時代の料金所は近江鉄道に管理委託されていた。
三重県四日市市と大阪府池田市を結ぶ国道477号の中間点である。

## 仕様など

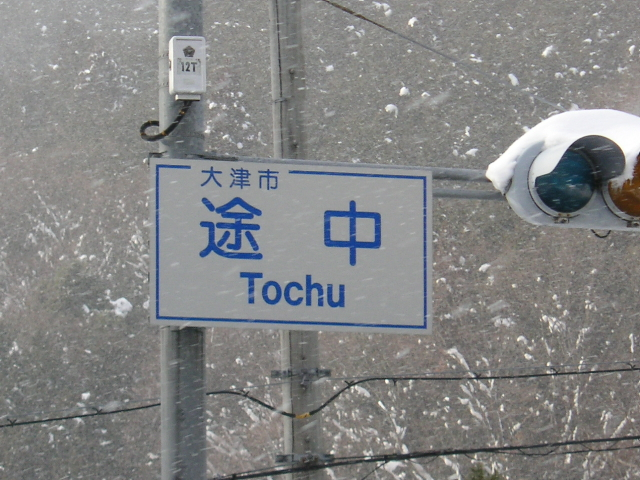
トンネル北側にある途中交差点

- 路線名 : 国道367号
- 起点 : 滋賀県大津市伊香立途中町西山
- 終点 : 滋賀県大津市伊香立途中町坊出
- 延長 : 0.5 km
トンネル区間：382 m[2]
- 事業費 : 約15億円
- 償還完了予定日（当初） : 2018年（平成30年）4月4日
- 無料開放 : 2010年（平成22年）10月1日[3]
- 管理 : 滋賀県道路公社

### 有料当時の通行料金
- 軽自動車等 : 100円
- 普通車 : 150円
- 大型車(1) : 260円
- 大型車(2) : 570円
- 軽車両等 : 20円
- 歩行者・自転車等 : 無料

※夜間22:00 - 6:00は通行無料。